# GuaraniSat-1
GuaraniSat-1 è stato il primo satellite del Paraguay. 
Il satellite, del tipo CubeSat, è stato realizzato da due studenti di ingegneria paraguaiani in collaborazione con il Kyushu Institute of Technology nell'ambito del progetto Birds. Il lancio è stato effettuato il 20 febbraio 2021 dal Mid-Atlantic Regional Spaceport con un razzo vettore Antares. GuaraniSat-1 è stato posto a bordo del veicolo Cygnus NG-15 insieme ad altri microsatelliti e trasferito alla Stazione Spaziale Internazionale, da cui è stato rilasciato in orbita terrestre bassa il 14 marzo. Il satellite è stato destinato all'osservazione terrestre sotto il controllo dell'Università Nazionale di Asunción ed è stato utilizzato per studiare la diffusione della malattia di Chagas nel Dipartimento del Chaco, rilevando la presenza dell'insetto che trasporta l'agente patogeno della malattia.
GuaraniSat-1 è rientrato nell'atmosfera terrestre il 5 luglio 2022.